# Leucophenga champawatensis
Leucophenga champawatensis är en tvåvingeart som beskrevs av Fartyal och Singh 2005. Leucophenga champawatensis ingår i släktet Leucophenga och familjen daggflugor. Inga underarter finns listade i Catalogue of Life.